# Baryton (stemme)
 "Baryton" omdirigeres hertil. For andre betydninger af Baryton, se Baryton (flertydig).
Baryton (på engelsk baritone) er en mandsstemme, der ligger mellem tenor og bas. Omfanget ligger normalt mellem A-e1.
Udtrykket bruges også om musikinstrumenter, der er bygget til at frembringe dybere toner end normalt, for eksempel barytonsaxofoner eller baritone-guitarer.
Desuden betegner det tredjestemmen i trestemmig sang i de musikformer, der bruger en overstemme, kaldet tenor som andenstemme, barytonen ligger så under melodien. Eksempler er bluegrass og forskellige folkemusikformer.
| Musik | Spire Denne musikartikel er en spire som bør udbygges. Du er velkommen til at hjælpe Wikipedia ved at udvide den. |